# Lucy Hope (football)
Lucy Hope (née Graham ; née le 10 octobre 1996) est une footballeuse internationale écossaise. Elle joue au poste de milieu de terrain à Everton en FA WSL et pour l'équipe nationale d'Écosse. 
Elle a précédemment joué pour Forfar Farmington et Hibernian en Écosse, Mallbackens en Suède et Bristol City en Angleterre. Elle remporte avec son club de Hibernian W.F.C. deux Coupes d'Ecosse féminine en 2016 et 2017 et deux Coupes de la Premier League écossaise féminine en 2016 et 2017.

## Biographie

### Forfar Farmington (2012-2013) et Hibernian (2013-2015)
Lucy Hope commence sa carrière avec le club de Forfar Farmington en 2012. Lors de sa première saison, elle aide le club à terminer deuxième de la SWPL et à atteindre la finale de la Coupe d'Écosse. Ses performances lui valent une nomination pour le prix Players' Player of the Year.
À l'été 2013, elle quitte Forfar Farmington pour rejoindre Hibernian.

### Mallbackens (2015)
En juillet 2015, Lucy Hope quitte Hibernian pour rejoindre le club suédois du Mallbackens IF.

### Retour à Hibernian (2016-2018)
En janvier 2016, Lucy Hope retourne à Hibernian. Le 5 octobre 2016, elle fait ses débuts en Ligue des champions lors d'une défaite 6-0 contre le Bayern Munich. Elle joue un rôle crucial dans la campagne Ligue des champions 2017-2018 d'Hibernian, marquant quatre buts en trois matches.

### Bristol City (2018-2019)
Hope rejoint Bristol City en juillet 2018. Le 19 août 2018, lors de son premier match, elle marque deux fois  contre Leicester City en FA WSL Cup. Le 9 septembre 2018, elle fait ses débuts en championnat et marque le but de la victoire 1-0 contre Brighton and Hove Albion. Elle termine la saison en tant que meilleure buteuse de l'équipe avec sept buts en championnat et douze toutes compétitions confondues. En mai 2019, elle annonce qu'elle quitte Bristol après une seule saison.

### Everton (2019–)
Le 4 juillet 2019, Everton engage Hope pour un contrat de deux ans.

## Carrière internationale
En avril 2017, Lucy Hope a été sélectionnée pour la première fois dans l'équipe écossaise pour un match amical contre la Belgique en avril 2017. Elle dispute son premier match officiel en sélection le 14 septembre 2017 lors d'une victoire 3-0 contre la Hongrie.

## Vie privée
Lucy Hope est connue sous le nom de Lucy Graham jusqu'à son mariage en décembre 2022.

## Palmarès

### Hibernian W.F.C.
- Coupe d'Ecosse féminine (2) : 2016, 2017
- Coupe de la Premier League écossaise féminine (2) : 2016, 2017